# Jelena Koschtschejewa
Jelena Koschtschejewa (russisch Елена Евгеньевна Кощеева, engl. Transkription Yelena Koshcheyeva; * 17. Februar 1973 in Taras) ist eine ehemalige kasachische Weitspringerin.
Bei den Olympischen Spielen 1996 in Atlanta und 2000 in Sydney schied sie ebenso in der Qualifikation aus wie bei den Weltmeisterschaften 1999 in Sevilla und 2001 in Edmonton.
Ihr erfolgreichstes Jahr war 2002, als sie Gold bei den Asienmeisterschaften in Colombo und Bronze bei den Asienspielen in Busan gewann. Nach einem weiteren Vorrunden-Aus bei den Weltmeisterschaften 2003 in Paris/Saint-Denis wurde sie bei den Olympischen Spielen 2004 in Athen Elfte.

## Bestleistungen
- Weitsprung: 6,76 m, 30. Mai 1998, Bischkek
  - Halle: 6,61 m, 18. Februar 2001, Tianjin